# Horváth-ház (Miskolc)
A Horváth-ház Miskolcon, a Széchenyi utca 50. szám alatt álló egyemeletes épület.

## Története
A területen lévő telkek történetéről azt lehet tudni, hogy a 18. század végén és 1817-ben a Bakos család három férfi tagjának, Pálnak, Györgynek és Ferencnek a tulajdonában voltak, de a 19. század végi tulajdonosok között már nem szerepel a nevük. A fivérek közül Bakos Pál mint 1848-as népfelkelő részt vett az 1848–49-es szabadságharcban, és 1849 nyarán a debreceni csatában súlyosan megsebesült. Bakos György 1828 és 1833 között Miskolc főbírája volt, és anyagilag is támogatta a színházalapítás és -építés ügyét. A Bakos család tagjai egyébként vaskereskedéssel foglalkoztak, és a város más részein is rendelkeztek ingatlanokkal.
A háznak nem ismertek az építési dokumentumai, de azt lehet tudni, hogy Lázár Miksa építtette, mégpedig közvetlenül a szomszédos, 48. szám alatti épület után, attól némileg magasabbra emelve. Szokás volt ugyanis, hogy vízelvezetési okokból az újabb épület tűzfalát és tetőszerkezetét a szomszédjánál valamivel magasabbra építették. Az L alakú főépület hosszabbik „szára” a nyugati oldalon húzódik. A Szinváig lenyúló telekvonal mindkét oldalát földszintes épületekkel építették be, cselédlakások, kisebb műhelyek, üzletek számára. A ház legismertebb tulajdonosa Horváth Lajos ügyvéd (nem azonos Horváth Lajos (1824–1911) politikussal) volt. Az 1930-as években már Imre Jánost jegyezték tulajdonosként, aki az államosításig, az 1950-es évek elejéig birtokolta a házat. A földszinten évtizedekig népművészeti bolt működött, ezt cipőbolt és bőrdíszmű üzlet váltotta, a 2020-as években pedig egy mobiltelefoncég működik benne.
Az épület, valamint a szomszédos, 48. szám alatti Erdey-ház felújítására, hasznosítására még 1998-ban készültek tervek. Utóbbi épületet 2007-ben fel is újították, az 50. szám esetében ez nem valósult meg. A terv szerint a Horváth-háznál a főépületet felújították volna, tetőtér-beépítésről is szó volt, az udvari földszintes építményeket pedig lebontásra javasolták. Ez a bontás valószínűleg 1970-ben, az Erdey-ház déli végének beépítésekor megtörtént.

## Leírása
Az egyemeletes épület főutcai homlokzata négyaxisú. A tető az utcával párhuzamos nyeregtető. A földszinten az első tengelyben van a kapubejáró, félköríves bevilágítóval, kétszárnyú fakapuval. A kapuszárnyakon és a bevilágítón díszes kovácsoltvas rácsok láthatók (sajnos csúnyán lemázolva). A látványos ívekkel díszített bejáró végén, a nyugati oldalon nyílik az emeleti lakásokhoz vezető ajtó. A főutcai front jobb oldali részén bolt van (korábban osztva kettő is), amelyek portáljai az idők folyamán sokat változtak, a fölső részen – régi fénykép tanúsága szerint – eredetileg félköríves nyilások voltak, de ezeket beépítették. Az emeleti ablakok hasonlítanak szomszéd házéhoz, egyenes záródásúak, fölöttük timpanonokkal. Ez is arra utal, hogy a ház építtetője figyelemmel volt a már meglévő szomszédos épület stílusára, bár minden kissé magasabban helyezkedik el. Az ablakok két oldalán sima oszlopot idéző falsávok „tartják” a szemöldökpárkányt. Az emeleti lakásokhoz a lépcsőházból induló függőfolyosó vezet. Az udvari rész földszintjén lakások és egy kisebb műhely helyezkedik el, az udvar rendezetlen benyomást kelt.

## Képek

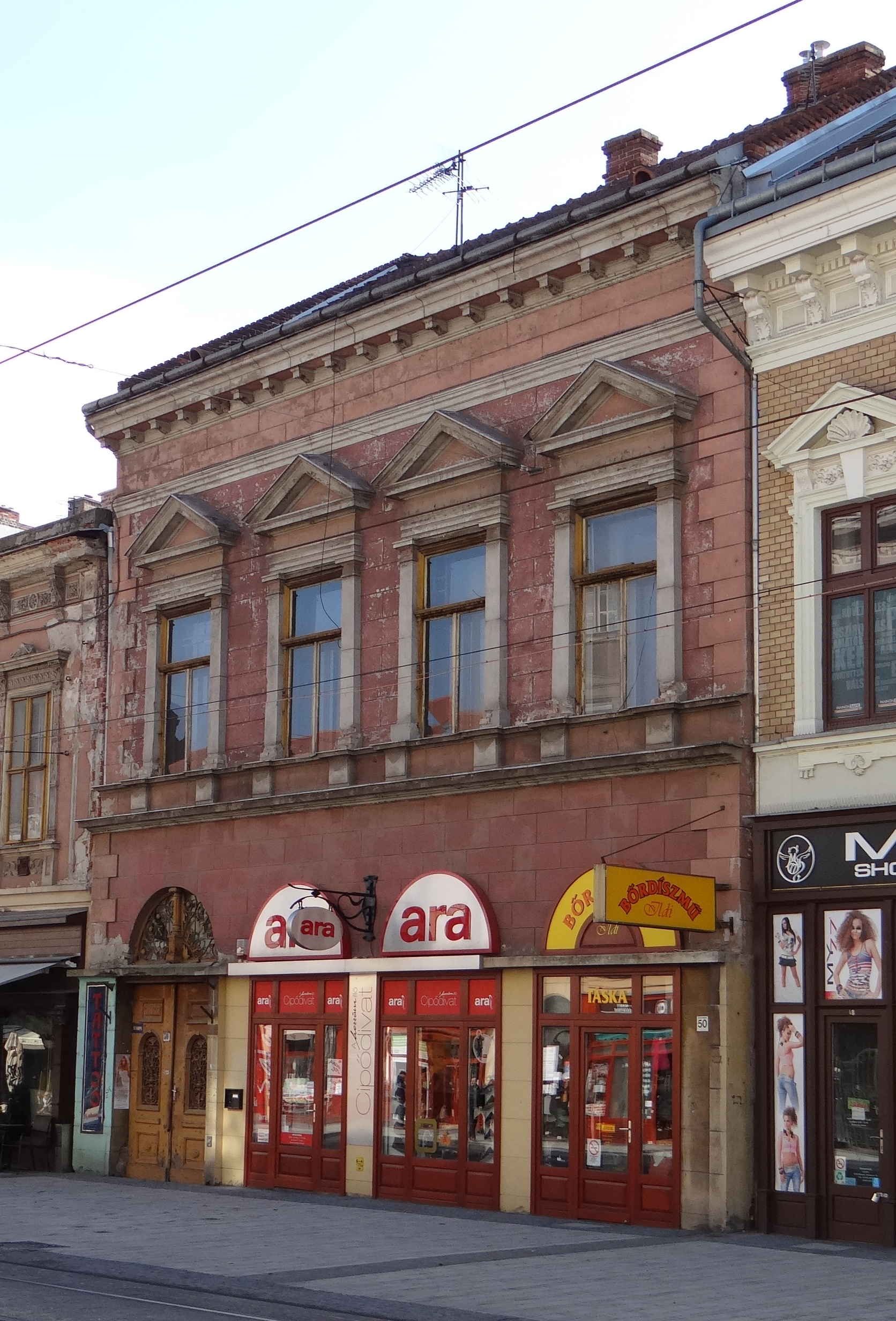
Az épület főutcai képe 2013-ban
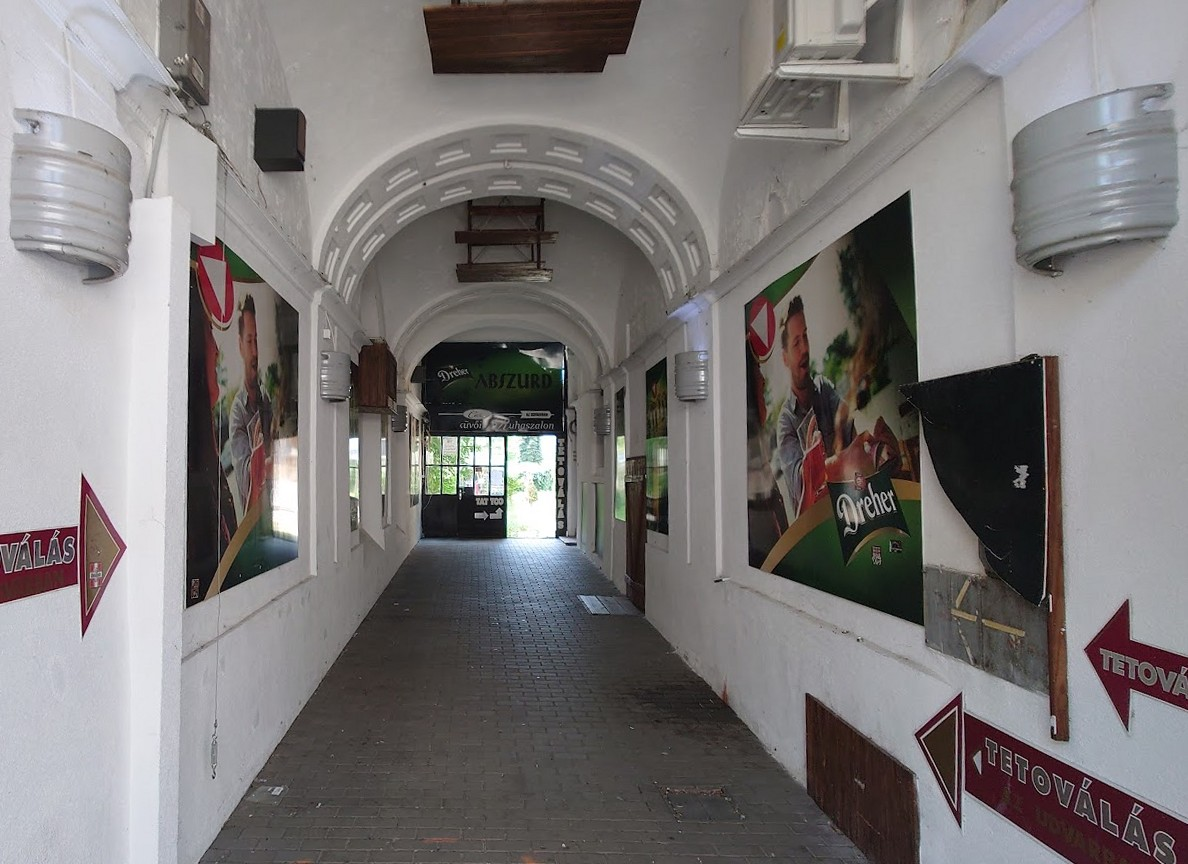
A bejárat 2022-ben
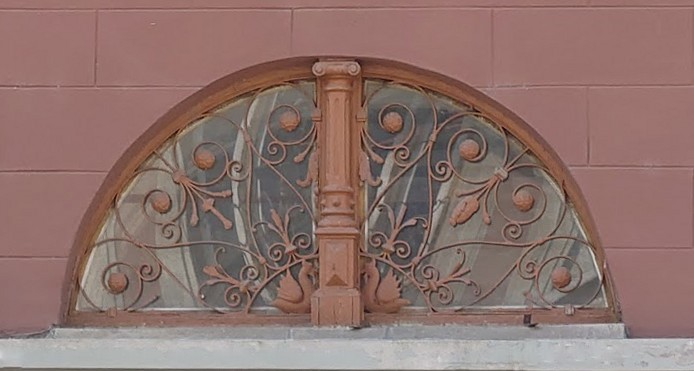
A bejárat fölötti bevilágító ablak kovácsoltvas rácsa
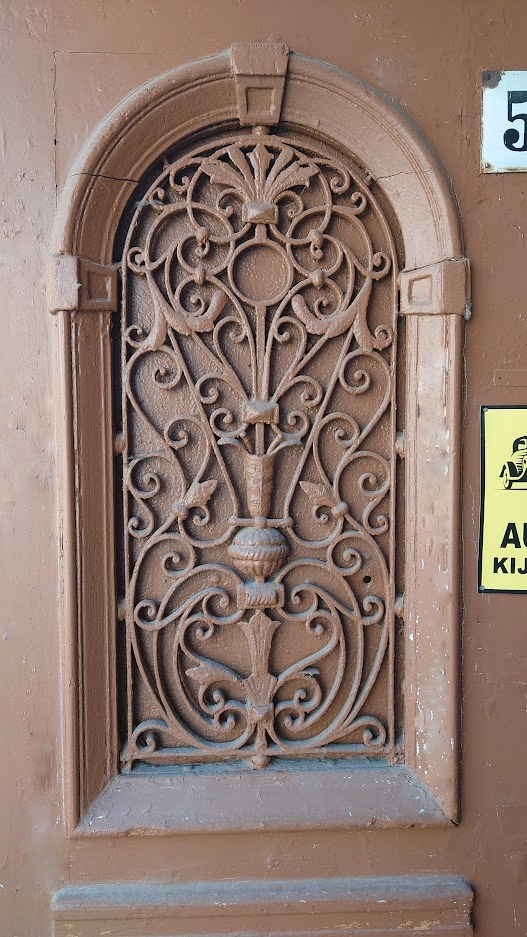
Kovácsoltvas rács az ajtószárnyon